# Fusil Minié
El  fusil Minié era un fusil de avancarga francés de mediados del siglo XIX, cuyo diseño influyó el desarrollo de varios fusiles similares. Su nombre pasó a ser sinónimo de cualquier fusil de avancarga de la época. 

## Desarrollo
En Francia fue adoptado en 1849 tras la invención de la bala Minié en 1847 por el Capitán Claude-Étienne Minié de los Chasseurs d'Orléans del Ejército francés y Henri-Gustave Delvigne. La bala fue diseñada para permitir una rápida recarga del fusil, una innovación que difundió el empleo masivo de esta arma en combate. Fue desarrollado luego de las dificultades que tuvo el Ejército francés en el norte de África, donde habitualmente era atacado desde grandes distancias gracias a las espingardas artesanales, pero con cañones largos, de los argelinos.
Uno de los fusiles derivados del Minié más conocidos fue el Enfield P-1842 inglés de calibre 19 mm (0,75"), el cual entró en servicio como mosquete de ánima lisa. Algunos modelos fueron modificados añadiéndoles estrías al ánima de su cañón para poder disparar balas Minié, siendo los resultados tan exitosos que se propuso la fabricación de un nuevo modelo exclusivamente diseñado para este nuevo proyectil, dando paso al Modelo P-1851 de calibre 17,8 mm (0,7"). Su uso durante la guerra de Crimea le dio una ventaja tan grande al ejército británico que impulso aún más el desarrollo de estas armas, trayendo como resultado la que fue considerada como el arma más refinada del siglo, el Enfield P-1853 de calibre 15 mm (0,58").

## Funcionamiento

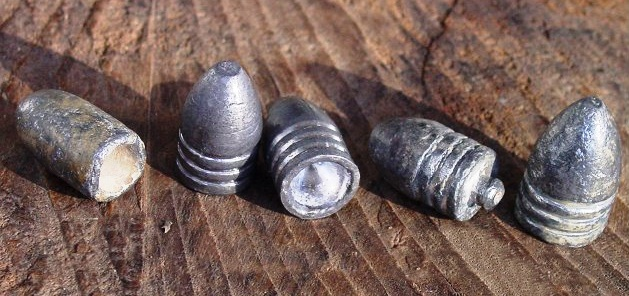
Varios tipos de balas Minié.

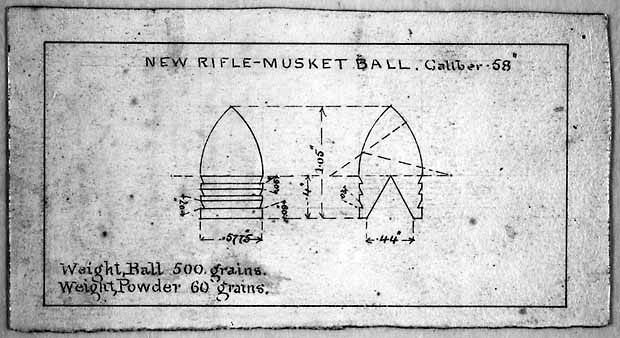
Un diseño de bala Minié de Harpers Ferry, Virginia Occidental, 1855.

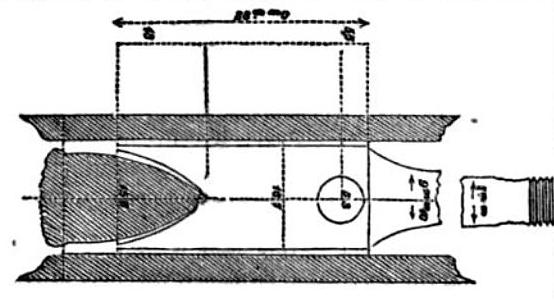
El fusil Minié empleaba una baqueta cóncava para atacar la bala sin dañar su forma.

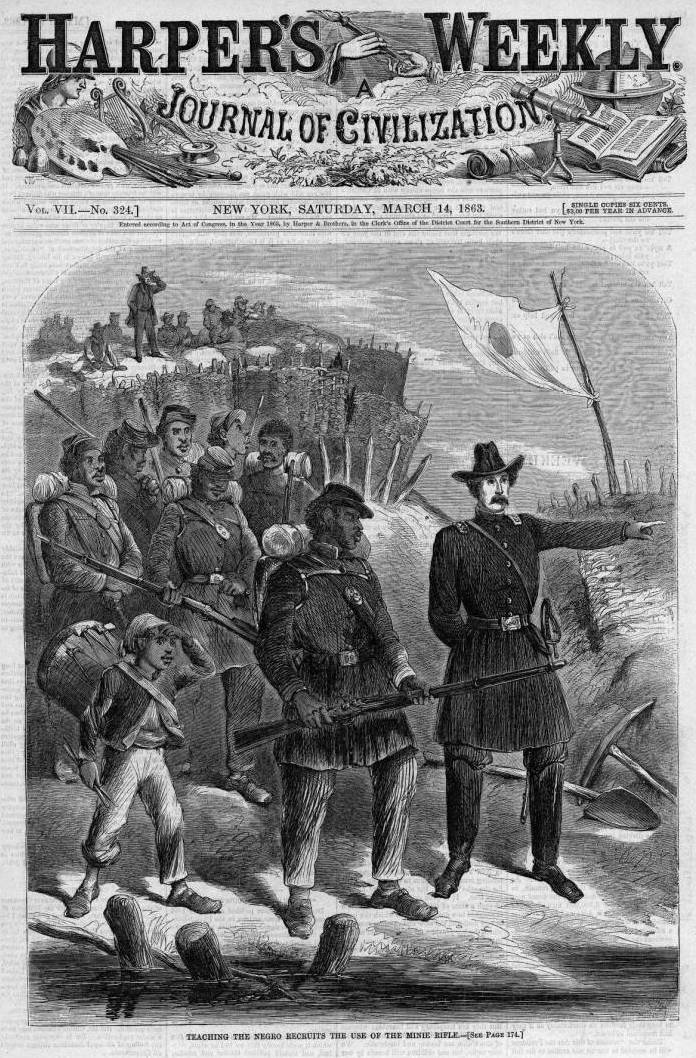
Entrenando con el fusil Minié durante la Guerra de Secesión, 1863. La descripción dice: "Enseñando a los reclutas negros el empleo del fusil Minié".

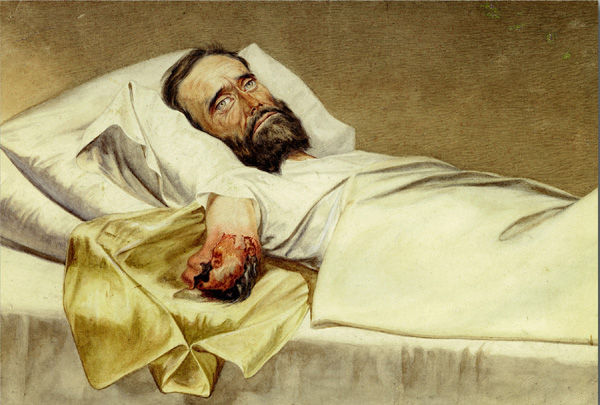
Las grandes balas del fusil Minié producían enormes heridas.

El fusil Minié empleaba una bala cilindro-cónica de plomo blando, ligeramente más pequeña que el diámetro del cañón, con tres estrías externas llenas de grasa y una depresión cónica en su base. Al ser disparada, el gas en expansión presionaba con fuerza la base de la bala, deformándola para encajar en las estrías del ánima del cañón. Esto producía rotación para una mayor precisión, un mejor sello para una velocidad constante y un mayor alcance, además de eliminar los residuos en el cañón.
Antes de esta innovación, el mosquete era la única arma práctica. Las armas con ánima estriada habían sido empleadas desde el Renacimiento, pero necesitaban empujar a martillazos la munición dentro del cañón, produciendo considerables problemas de limpieza. El sistema de varilla (de breve existencia) empleaba una varilla dentro de la recámara, que deformaba la bala contra las paredes del cañón al ser atacada con la baqueta. Pero este sistema era muy problemático para limpiarse, especialmente con las pólvoras de la época.
El fusil Minié francés tenía una llave de percusión y pesaba 4,8 kg. Teniendo una precisión razonable hasta 550 m, estaba equipado con alza y punto de mira para apuntar efectivamente. Su bala podía penetrar 10 cm de madera de pino blanda a 918 m. La bala con base hueca tenía un calibre de 17,8 mm y pesaba 32,4 g.
Una prueba llevada a cabo en Vincennes en 1849, demostró que la bala era capaz de penetrar dos tablas de madera de álamo con un espesor de 16,93 mm cada una y separadas por 51 cm, a 14 m. Los soldados de la época esparcieron los rumores que la bala podía atravesar a un soldado y su mochila, además de matar a cualquiera que estuviera detrás de éste a 1.100 m e incluso matar a 15 personas puestas en fila.
Este fusil fue empleado de forma limitada en la Guerra de Crimea y fue la principal arma de Infantería en la Guerra de Secesión. El gran calibre de estas balas fácilmente deformables (13-18 mm) combinado con la alta velocidad de rotación producían terribles heridas.

## Empleo

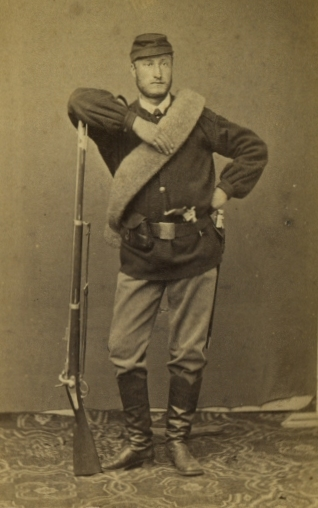
Soldado francés parado junto a su fusil Minié M1842T.

El fusil Enfield Pattern 1851 Minié fue empleado por el Ejército británico desde 1851 hasta 1855. El sistema Minié además fue empleado por varios fabricantes de armas, tales como Springfield Armory (con su Springfield Modelo 1861, el fusil más empleado en la Guerra de Secesión) y la Royal Small Arms Factory de Enfield (con su Enfield Modelo 1853).
Los fusiles Minié también fueron ampliamente utilizados en Japón durante la Guerra Boshin (1868-1869), donde tuvieron un importante papel en inclinar la balanza en contra de las fuerzas del Shogunato Tokugawa en batallas tales como la de Toba-Fushimi.

## Obsolescencia
El fusil Minié se volvió obsoleto en 1866, desde la Segunda Intervención Francesa en México, ya que el ejército francés, equipado con esta arma, empezó a tener desventajas contra los mexicanos (partidarios de Benito Juárez) que estaban equipándose con armas de repetición como las carabinas Winchester (llamadas carabinas Henry) y los fusiles Spencer, también de repetición. Estas armas eran adquiridas en Estados Unidos, y provocaron considerables bajas a los franceses. En la Batalla de Sadowa, los austríacos, equipados con este tipo de fusil, fueron derrotados por los prusianos que tenían fusiles de cerrojo Dreyse. En Francia, los fusiles Minié existentes fueron modificados para emplear un mecanismo de retrocarga que se parecía a una tabaquera, por lo que fueron conocidos como fusiles Tabatière. Al poco tiempo, el fusil de cerrojo Chassepot fue adoptado por el ejército francés.